# Ermita del Calvari de Cabanes
L'Ermita del Calvari de Cabanes, es localitza al final del carrer de l'Ermita del Calvari. pràcticament als afores del municipi de Cabanes, a la comarca de la Plana Alta.
Es tracta d'un conjunt format pel Via Crucis que està situat en casalicis aixecats per a tal propòsit, ubicats a la muntanya coneguda com del Molinet de Vent, i l'Ermita del Santíssim Crist de l'Agonia, tot això envoltat de la típica vegetació, on destaquen els xiprers i tancada amb una tanca que impedeix el seu pas lliurement quan està tancada.

## Història
L'ermita, està datada a finals del segle xvi, possiblement de 1575, estant inicialment dedicada a laMare de Déu del Roser.
El lloc va ser l'escenari d'una sèrie d'afusellaments que van tenir lloc a la zona per part de les tropes napoleòniques dels mariscals Suchet i Ramfort, les quals, abans de retirar-se en 1811 van incendiar el temple, deixant-lo en ruïnes. L'incendi només es va salvar la imatge de la Mare de Déu, que va passar primer a l'església d'Albalat i posteriorment a la parròquia.
Més tard es va dur a terme la seva restauració, emprant per a ella materials de l'abandonada ermita de Miravet, i és en aquest moment quan es decideix canviar l'advocació al Crist, aprofitant la devoció que durant el segle xviii es va despertar a la regió valenciana cap a Passió de Jesús.
Així, després de la seva profanació el 1810, es va mantenir inutilitzada durant anys, però el 1853 es va dedicar al Santíssim Crist de l'Agonia, una talla que al cap de poc es va traslladar a la parròquia en rogativa a causa de les terribles epidèmies de còlera que van afectar Cabanes entre 1855 i 1885. Després de la guerra civil i la postguerra, el 12 de febrer de 1961 es van beneir les estacions del Via Crucis i es van dedicar dues de les capelles a la Mare de Déu del Rosari i a Sant Vicent Ferrer. El 1975, com commemora una placa a l'entrada de l'ermita, es va commemorar el IV Centenari de la seva construcció."

## Descripció
Es tracta d'un senzill conjunt, format pel recinte del Calvari, casa de l'ermità annexa a l'ermita i l'ermita en si, adossada al costat dret de la casa de l'ermità. Presenta planta rectangular, amb coberta a dues aigües tipus barraca, destacant la presència d'una elegant espadanya de pedra.
Es troba en el camí de la Romeria de les Santes, que passa per ella de camí de tornada a la localitat de Cabanes.